# Беннетт, Джонатан
Джо́натан Бе́ннетт (англ. Jonathan Bennett; род. 10 июня 1981, Россфорд, Огайо, США) — американский актёр, наиболее известный по фильмам «Дрянные девчонки», «Любовь на острове» и «Оптом дешевле 2».

## Биография
Джонатан Беннетт родился в Росфорде, Огайо, в семье Дэвида Беннетта и Рутанн Беннетт. В 1999 году после окончания школы Джонатан поступил в Оттербейнский университет на театральный факультет.

## Карьера
Беннетт дебютировал в кино в 2003 году, сыграв одну из главных ролей в картине Season of Youth. Также в те годы актёр работал на телевидении, появляясь в эпизодах таких сериалов как «Бостонская школа», «Закон и порядок: Специальный корпус», «Тайны Смолвиля» и других.
В 2004 году Беннетт снялся в картине «Дрянные девчонки», где его партнершей стала Линдси Лохан. В 2005 году он снялся в комедии «Оптом дешевле 2» со Стивом Мартином в главной роли, появился в молодёжной приключенческой картине «Любовь на острове», где его партнёрами были Крис Кармак и Аманда Байнс, а также сыграл роль Шейна в телефильме «1/4 жизни».
В 2007 году Беннетт снялся в телефильме «Придурки из Хаззарда: Начало», который получил негативные отзывы от критиков. В 2009 году Джонатан снялся в комедии «Король вечеринок 3: Год первокурсника», которая вышла сразу на видео.

## Личная жизнь
Беннетт — открытый гей. Он состоит в отношениях с телеведущим Джеймсом Воном

## Избранная фильмография
| Год       |    | Русское название                          | Оригинальное название               | Роль                 |
| --------- | -- | ----------------------------------------- | ----------------------------------- | -------------------- |
| 1998      | с  | Чисто английское убийство                 | The Bill                            | молодой человек      |
| 2001—2002 | с  | Все мои дети                              | All My Children                     | Адам Чендлер-младший |
| 2002      | с  | Закон и порядок: Специальный корпус       | Law & Order: Special Victims Unit   | Кайл Фуллер          |
| 2004      | ф  | Дрянные девчонки                          | Mean Girls                          | Аарон Сэмюелс        |
| 2004—2005 | с  | Вероника Марс                             | Veronica Mars                       | Кейси Гант           |
| 2005      | с  | Тайны Смолвиля                            | Smallville                          | Кевин Грейди         |
| 2005      | ф  | Любовь на острове                         | Love Wrecked                        | Райан Хауэлл         |
| 2005      | ф  | Оптом дешевле 2                           | Cheaper by the Dozen 2              | Бад Макналти         |
| 2009      | в  | Король вечеринок 3: Год первокурсника     | Van Wilder: Freshman Year           | Ван Уайлдер          |
| 2012      | с  | Шоу Фреда                                 | Fred: The Show                      | Лэш Ландридж         |
| 2013      | ф  | Пешка                                     | Pawn                                | Аарон                |
| 2013      | с  | Болота                                    | The Glades                          | Дрю Грин             |
| 2016      | с  | Зажигай!                                  | Hit the Floor                       | Лукас                |
| 2016      | с  | Неуклюжая                                 | Awkward                             | Итан                 |
| 2018      | тф | Последний акулий торнадо: как раз вовремя | The Last Sharknado: It’s About Time | Билли Кид            |
| 2019      | с  | Супергёрл                                 | Supergirl                           | Квентин              |
| 2020—2021 | с  | Пожарная часть 19                         | Station 19                          | Майкл Уильямс        |
| 2022      | тф | Праздничный нянь                          | The Holiday Sitter                  | Сэм Далтон           |